# Guadajira
Guadajira és una entitat local menor constituïda l'any 1997 que pertany al municipi de Lobón a la província de Badajoz (Extremadura). Guadajira es troba a 6 quilòmetres del cap de municipi.